# Vrms
vrms és l'acrònim en anglès de Richard M. Stallman virtual. Es tracta d'una aplicació escrita en Perl i publicada sota llicència GPL.
El vrms funciona des de la línia d'ordres i fou dissenyat originalment per a Debian GNU/Linux, tot i que funciona també en altres distribucions basades en Debian que utilitzen el sistema apt, com ara Ubuntu. El programa analitza la llista de programari instal·lat (disponible a /var/lib/dpkg/status) a la cerca de paquets non-free. Si els troba, els llistarà a la sortida estàndard amb un resum dels motius pels quals es considera com a tal. El vrms disposa d'una llista local de programari no lliure i una explicació associada en el fitxer /usr/share/vrms/reasons/vrms.
Si no es troba cap paquet non-free al sistema, el programa retornarà «No non-free packages installed on ${hostname}! rms would be proud» («No hi ha cap paquet non-free instal·lat a $hostname! rms n'estaria orgullós»). Si es troben un o més paquets, es llistaran juntament amb el percentatge respecte al nombre de paquets totals del sistema.

## Filosofia
Es considera com a non-free tot aquell programari que imposa restriccions en l'ús i modificació, i per tant, que no s'adiu als criteris definits pel contracte social de Debian i les DFSG.
El nom d'aquesta aplicació fa referència a l'ímpetus d'en Richard Stallman en la seua lluita contra el programari privatiu, i per haver manifestat més d'una vegada que els usuaris haurien de poder saber sense cap mena de problemes si estan utilitzant programari que no és lliure.